# Mangalpady
Mangalpady es una ciudad censal situada en el distrito de Kasaragod en el estado de Kerala (India). Su población es de 12790 habitantes (2011). Se encuentra a 18 km de Kasaragod y a 31 km de Mangalore.

## Demografía
Según el censo de 2011 la población de Mangalpady era de 12790 habitantes, de los cuales 6209 eran hombres y 6581 eran mujeres. Mangalpady tiene una tasa media de alfabetización del 91,03%, inferior a la media estatal del 94%: la alfabetización masculina es del 95,17%, y la alfabetización femenina del 87,20%.